# آشفتگی (برنامه نظارتی)
آشفتگی نام یک پروژه فناوری اطلاعات آژانس امنیت ملی ایالات متحده آمریکا است که در سال ۲۰۰۵ (میلادی) آغاز شد. به جای پروژه تریلبلیزر (به معنی "دنباله‌دار") که پیش‌نیاز آشفتگی بود این برنامه به صورت بخش‌های "آزمایشی" کم هزینه و کوچک آغاز شد. پروژه تریلبلیزر یک پروژه بزرگ شکست خورده بود. آشفتگی، توانایی یورش برای آغاز جنگ سایبری را نیز دارد. نمونه آن، وارد کردن بدافزار به رایانه‌ها است. در سال ۲۰۰۷ (میلادی) کنگره ایالات متحده آمریکا از برنامه آشفتگی انتقاد کرد. زیرا مشکلات اداری مانند پروژه تریلبلیزر داشت.

## انتقاد
برپایه نوشتار سال ۲۰۰۷ سیُبحان گُرمَن در مجله بالتیمور سان «همانطور که دو مقام رسمی پیشین گفتند کنگره به این نتیجه رسید که آشفتگی بیش از اندازه پرهزینه بود، به هدف‌های خواسته شده دست نیافت، مدیریت آن ضعیف بود، و راهبردی برای یکی‌کردن خروجی بخش‌های گوناگون پروژه وجود نداشت یا اگر هم بود کم بود».

## پیوند به تریلبلیزر
تریلبلیزر پروژه پیش‌زمینه آشفتگی در سال ۲۰۰۶ (میلادی) کنسل شد. زیرا یک بررسی از سوی کنگره آمریکا و یک گزارش بازرسی ارشد وزارت دفاع ایالات متحده آمریکا، آن را پرهزینه، بی‌فایده، و بی‌تاثیر دانستند.
توماس اندروز درِیک، یکی از افشاگران تریلبلیزر که به گزارش بازرس ارشد کمک کرد بعدها بر پایه لایحه جاسوسی ۱۹۱۷ به جرم نگهداشتن ۵ سند در خانه خود، محکوم شد. ۲ سند از این ۵ سند دربارهٔ آشفتگی بودند. در دفاعیات او آمده که یکی از سندها آشکارا «طبقه‌بندی نشده» بوده و دیگری نیز مدت کوتاهی پس از اعلام جرم علیه او از طبقه‌بندی خارج شد. در ۱۰ ژوئن ۲۰۱۰ (میلادی) توماس دریک به خاطر استفاده بدون اجازه از یک رایانه مجرم شناخته و به یک سال بررسی رفتار آزمایشی محکوم شد.

## برنامه‌ها
آشفتگی، ۹ برنامه پایه دارد که نام‌های آشکار شده آنها در زیر آمده‌اند:

### تورمُیل
کار تورمیل، رمزگشایی ارتباطات مخابراتی است.

### توتلیگ
توتلیگ

### ترافیکتیف
بر پایه پرونده معرفی ایکس‌کی‌اسکور، ترافیکتیف (TRAFFICTHIEF به معنی "دُزد ترافیکِ اینترنتی") پایگاه داده "فراداده بدست‌آمده از زیرمجموعه انتخاب‌گرهای پرقدرت است". نمونه‌ای از انتخاب‌گر پرقدرت، آدرس ایمیل است. به بیان دیگر، پایگاه داده‌ای از فراداده نام، شماره تلفن، ایمیل، و مانند آن است که سازمان‌های اطلاعاتی، به‌طور ویژه آنها را هدف می‌گیرند. مارک امبیندر، از نگاه کارشناسی، ترافیکتیف را «دیدن داده شنود الکترونیک شده خام برای واکاوی» می‌نامد.

## نگارخانه

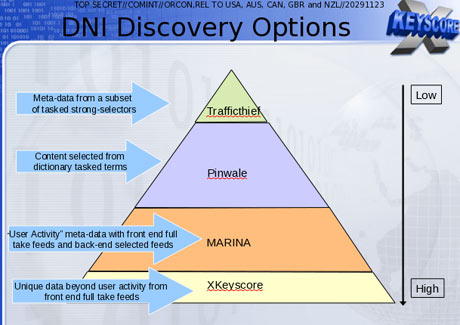
اشاره به آشفتگی و تورمیل در اسلاید هشتم پرونده معرفی ای‌کی‌اسکور
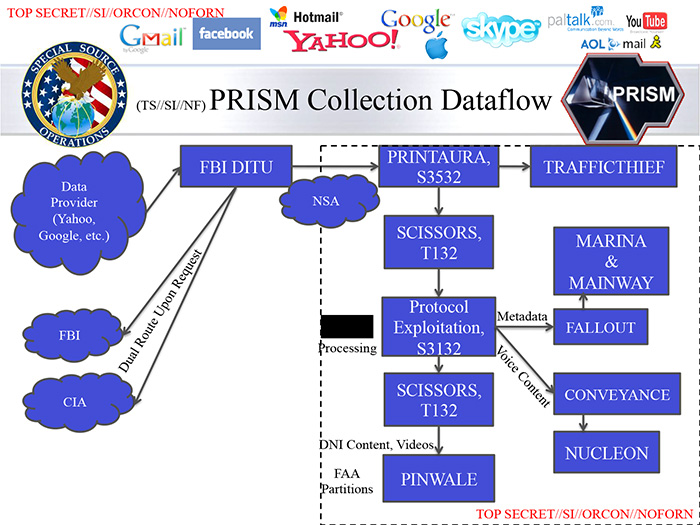
اشاره به ترافیکتیف در اسلاید هفتم پرونده معرفی پریزم
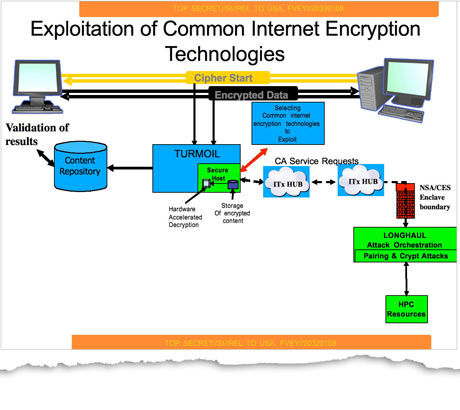
اشاره به تورمویل در اسلاید پرونده معرفی آژانس امنیت ملی
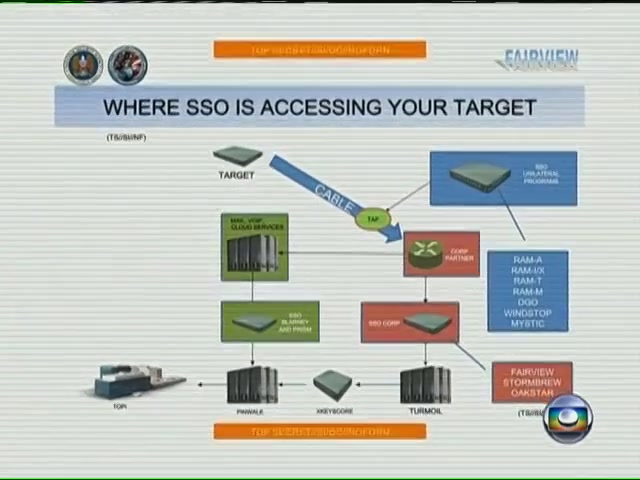
یادداشتی که آغاز پروژه آشفتگی را جشن می‌گیرد. در آن به تورمیل، توتلیگ، ایکس‌کی‌اسکور، و عملیات دسترسی درخور اشاره می‌کند.
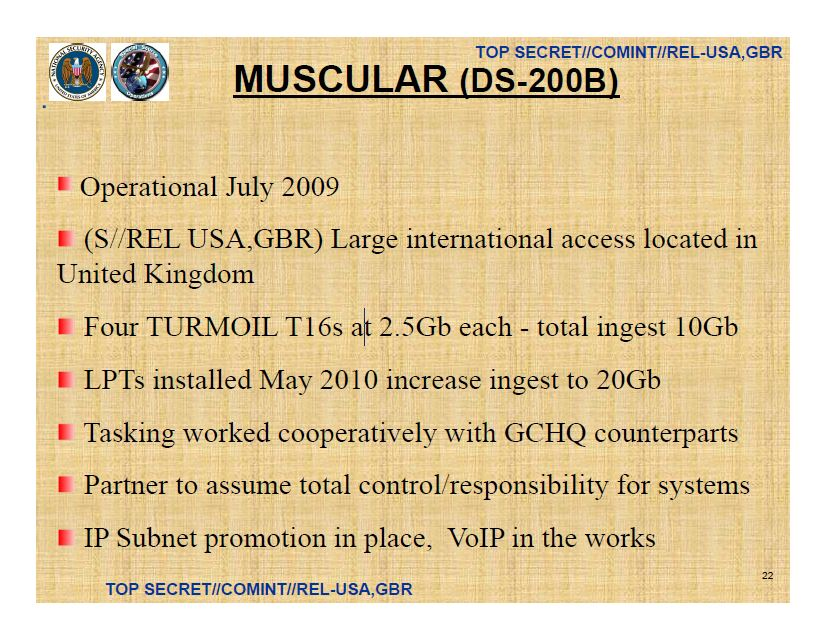
پرونده معرفی فیرویو که به تورمیل اشاره می‌کند.
- جزئیات فنی ماسکولار که به تورمیل اشاره می‌کند.